# Radiofaro omnidireccional VHF

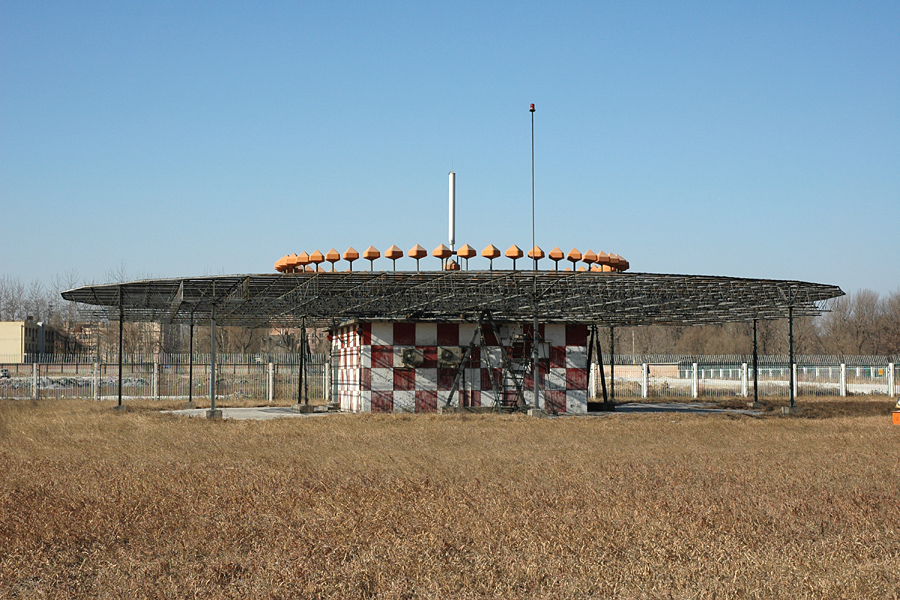
Estación de tierra D-VOR (Doppler VOR), con DME.

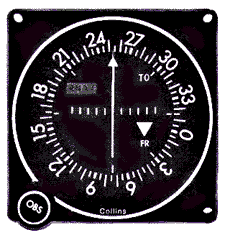
Receptor del VOR a bordo, llamado CDI (Course Deviation Indicator), en este caso estamos alejándonos (FR = FROM- triángulo amarillo-) a lo largo del radial 255º.

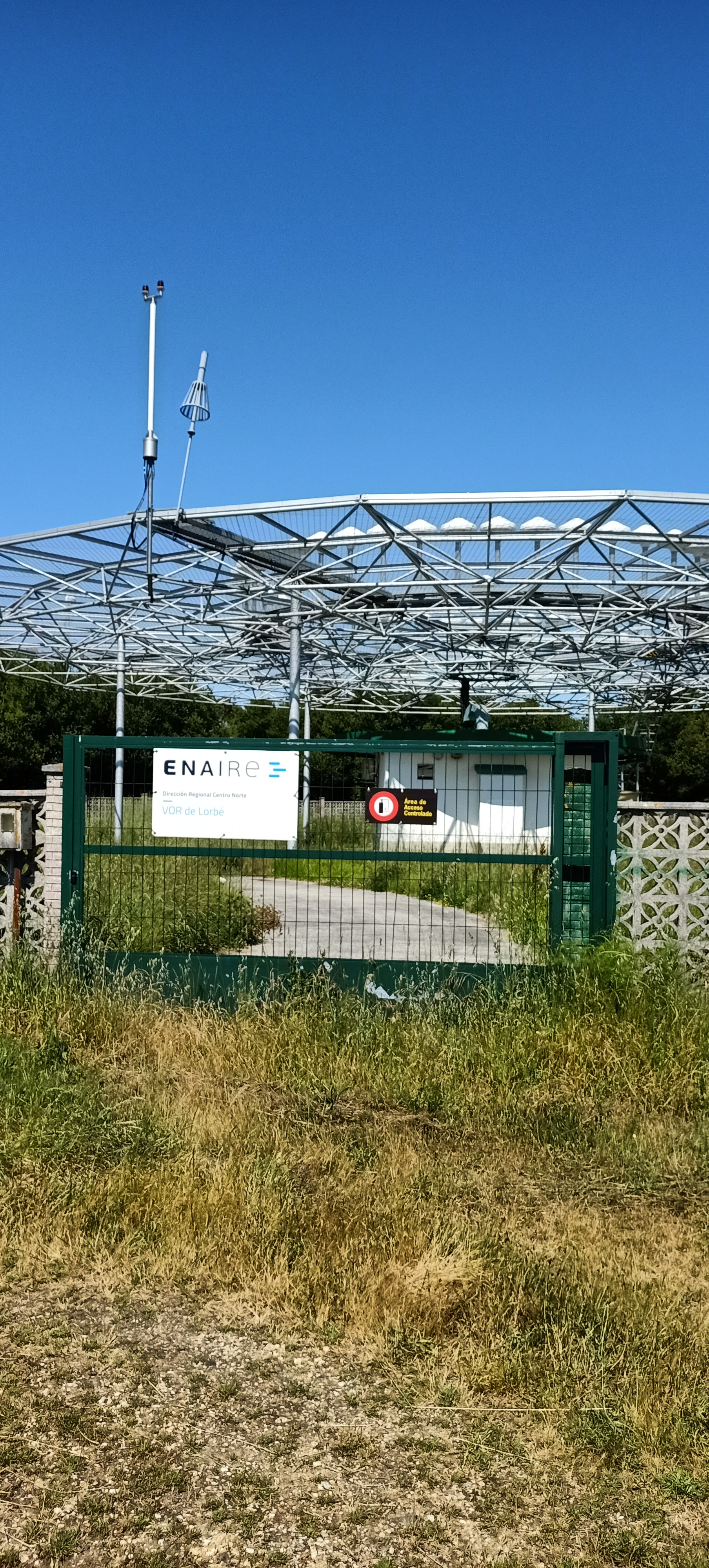
VR DME Lorbé, Spain

VOR es un acrónimo para la frase en inglés very high frequency omnirange station, que en castellano significa radiofaro omnidireccional de muy alta frecuencia. 
Se trata de una radioayuda a la navegación que utilizan las aeronaves para seguir en vuelo una ruta preestablecida. Generalmente se encuentra una estación terrestre VOR en cada aeropuerto, además de otras en ruta, que constituyen los denominados "fijos", los puntos sobre los que ha de pasar la ruta seguida por el piloto. La antena VOR de la estación emite una señal de radiofrecuencia VHF en todas direcciones, que es recibida por el equipo VOR de cualquier aeronave que se encuentre dentro del rango de alcance (máx. unos 320 km a hasta 37 500 pies de altura -11 430 m- sobre la estación) y tenga sintonizada la frecuencia de dicha estación (que puede variar de 108.00 a 117.95 MHz modulada en AM).

## Principio de funcionamiento
La radiofrecuencia emitida por un VOR contiene o está modulada por tres señales. Una es la identificación de la estación en código Morse, que permite al piloto identificar la estación. Las otras dos son ondas senoidales de 30 Hz cuyas fases varían entre sí. Se les llama señal de referencia y señal variable respectivamente. La referencia mantiene siempre su fase constante, mientras que la variable cambia su fase según la dirección en la que sea emitida. Dicha dirección se mide como un azimut, es decir, se divide en 360 grados alrededor de la antena VOR contando en sentido horario a partir del norte magnético terrestre, punto en el cual la señal de referencia y la variable tienen fase idéntica. De esta manera se puede visualizar una antena VOR como el punto desde el cual parten 360 líneas de dirección, a las que se les llama radiales.
El equipo VOR en la aeronave (Omni Bearing Selector) recibe la señal VOR y demodula sus tres señales. Compara la señal de referencia con la variable y determina la diferencia de fase entre las dos. De esta manera puede conocerse en qué radial del VOR sintonizado se encuentra la aeronave con respecto al norte magnético terrestre.

Otra manera de verlo es que el radial obtenido por el equipo VOR de la aeronave, es el ángulo de desplazamiento entre el norte magnético y la aeronave, medido desde la antena de la estación terrestre VOR.

#### Analogía con un faro
Supongamos un faro para la navegación marítima, el cual emite un haz de luz giratorio a una velocidad angular constante "ω" [rad/s] conocida. Además, cada vez que dicho haz pasa por una dirección de referencia, por ejemplo el norte magnético, el faro emite un destello en todas las direcciones de forma que tanto el haz como el destello son identificables por separado. Un barco que desea conocer su dirección relativa respecto al faro, no tiene más que medir el tiempo "t" que transcurre entre el destello y el paso del haz por su posición. Así pues, el ángulo (en radianes) que forma la recta que une barco y faro con la dirección de referencia (esto es, el "radial" en el que se encuentra el barco) es: α = ω·t
Los VOR se clasifican en tres tipos de acuerdo con su alcance:
Terminal (T): desde 1,000 pies AGL (305 m s. n. m.) hasta e incluyendo 12,000 pies AGL (3657 m s. n. m.) con un radio de 25 millas náuticas.
Baja Altitud (L): desde 1,000 pies AGL hasta e incluyendo 18,000 pies AGL con un radio de 40 millas náuticas.
Alta Altitud (H): desde 1,000 pies AGL hasta e incluyendo 14,500 pies AGL con un radio de 40 millas náuticas, desde 14,500 AGL hasta e incluyendo  60,000 AGL con un radio de 100 millas náuticas. Desde 18,000 AGL hasta 45,000 pies AGL tiene un alcance de 130 millas náuticas.

## Uso práctico
El VOR se utiliza en la aeronáutica para navegar según el vuelo IFR, siempre permaneciendo en comunicación por radio con un controlador de tráfico aéreo (CTA). Los VOR suelen ir acompañados de otra radioayuda llamada DME (Distance Measurement Equipment), que ayuda al piloto a conocer la distancia que hay entre la aeronave y la estación VOR-DME. Los DME, aunque mayormente están instalados en la misma caseta que el VOR y comparten una misma instalación de antena (la del DME puesta directamente encima de la del VOR), son equipos completamente independientes del sistema VOR (a excepción de la señal de identificación, que se intercala en la del VOR). Al sintonizar el piloto la frecuencia de algún VOR en particular, automáticamente también se sintonizará la frecuencia de su DME asociado, y ambos compartirán la misma identificación en código Morse.
Un ejemplo de frecuencia y estación VOR-DME sería: RES (114.2 MHz) (y su transmisión en Morse: .-. . ...).

## Precisión
La precisión predecible de un VOR es ± 1,4°. Sin embargo, datos de prueba indican que el 99,94% del tiempo con un sistema VOR tiene menos que ± 0,35° de error. Los sistemas VOR son internamente monitorizados y comunican cualquier error de la estación que exceda 1,0°.
La norma ARINC 711-10 del 30 de enero de 2002 establece que la precisión del receptor debería estar dentro de 0,4º con una probabilidad estadística del 95% bajo varias condiciones. Cualquier receptor cumple con este estándar bien o suele excederla.

## Futuro
Como ocurre con otras formas de radionavegación aérea utilizadas actualmente, el VOR se encuentra en desuso, reemplazado por sistemas satelitales como el GPS (Global Positioning System). 
El GPS es capaz de localizar la posición horizontal de una aeronave con un error de sólo 20 m. Si se utiliza el GPS combinado con el WAAS (Wide Area Augmentation System), el error se reduce a un cubo de 4 m de lado. Esta precisión instrumental se aproxima (con posicionamiento lateral y vertical) a la Categoría I de los sistemas ILS actuales (Instrument Landing System). Refinamientos posteriores incluyen el LAAS (Local Area Augmentation System), que probablemente permita aproximaciones equivalentes a la categoría III del ILS, para prácticamente aterrizar con cero visibilidad. El LAAS está planeado para utilizar una banda de frecuencia VHF para sus mensajes de corrección del GPS, lo cual requerirá que otras estaciones terrestres de radio locales (radionavegación o frecuencias de comunicación por voz) utilicen frecuencias diferentes para evitar interferencias.
No obstante aún persisten desarrollos como el Doppler VOR, que utiliza el efecto Doppler para resolver el problema de la ambigüedad que surge del uso de un sistema de radiación con aberturas que exceden la mitad de la longitud de onda. Aquí la portadora está modulada en amplitud por la señal de referencia y su frecuencia es modulada por la señal variable. Al utilizar los principios del efecto Doppler, los errores causados por el reflejo de la RF sobre los objetos cercanos al suelo, se reduce.